# Vol. 3: (The Subliminal Verses)
| Recensione | Giudizio |
| ---------- | -------- |
| AllMusic   |          |

Vol. 3: (The Subliminal Verses) è il terzo album in studio del gruppo musicale statunitense Slipknot, pubblicato il 25 maggio 2004 dalla Roadrunner Records.

## Descrizione
Il disco presenta ancora affinità stilistiche con i lavori precedenti (vocalizzi ritmici/brutali, riff di chitarra semplici ma aggressivi, tempi veloci di batteria), ma nel contempo incorpora elementi più melodici, che possono vagamente ricordare i lavori degli Stone Sour (di cui fanno parte Corey Taylor e, ai tempi, Jim Root).
Vol. 3: (The Subliminal Verses) presenta un'ispirazione più rilevante da parte di Radiohead e Slayer. Ci sono anche alcuni assoli di chitarra, assenti nei lavori prodotti da Ross Robinson.
Il singolo Before I Forget ha vinto un Grammy Award alla miglior interpretazione metal, nel 2005. Il suo video è l'unico in cui gli Slipknot appaiono senza maschere, ma con i visi opportunamente non inquadrati se non in parte.

### Edizione speciale
Nel 2005 Vol. 3: (The Subliminal Verses) è stato ripubblicato con l'aggiunta di un secondo disco che racchiude svariati brani extra, tra cui gli inediti Don't Get Close e Scream (rispettivamente pubblicati in precedenza come b-side di Duality e Vermilion) e una versione estesa di Danger - Keep Away.

## Tracce
Testi e musiche di Slipknot.
1. Prelude 3.0 – 3:57
2. The Blister Exists – 5:19
3. Three Nil – 4:48
4. Duality – 4:12
5. Opium of the People – 3:12
6. Circle – 4:22
7. Welcome – 3:15
8. Vermilion – 5:16
9. Pulse of the Maggots – 4:19
10. Before I Forget – 4:38
11. Vermilion Pt. 2 – 3:44
12. The Nameless – 4:28
13. The Virus of Life – 5:25
14. Danger - Keep Away – 3:15

Traccia bonus nell'edizione giapponese
1. Scream – 4:30

DVD bonus nell'edizione giapponese
1. Duality
2. Vermilion

CD bonus nell'edizione speciale
- Australia e Nuova Zelanda

1. Don't Get Close – 3:47
2. Scream – 4:31
3. Vermilion (Single Mix) – 5:25
4. Danger - Keep Away (Full-Length Version) – 7:55
5. Disasterpiece (Live) – 5:25
6. New Abortion (Live) – 4:01
7. People = Sh*t (Live) – 3:54

- Europa, Stati Uniti

1. Don't Get Close – 3:47
2. Scream – 4:31
3. Vermilion (Terry Date Mix) – 5:25
4. Danger - Keep Away (Full-Length Version) – 7:55
5. The Blister Exists (Live) – 5:21
6. Three Nil (Live) – 4:57
7. Disasterpiece (Live) – 5:25
8. People = Sh*t (Live) – 3:54

## Formazione
- (#1) Joey – batteria, missaggio
- (#0) Sid – giradischi
- (#2) Paul – basso, cori
- (#4) James – chitarra
- (#6) Clown – percussioni, cori
- (#7) Mick – chitarra
- (#3) Chris – percussioni, cori
- (#5) 133 – campionatore, tastiera
- (#8) Corey – voce

## Classifiche
| Classifica (2004)          | Posizione massima |
| -------------------------- | ----------------- |
| Australia                  | 2                 |
| Austria                    | 5                 |
| Belgio (Fiandre)           | 6                 |
| Belgio (Vallonia)          | 12                |
| Canada                     | 2                 |
| Danimarca                  | 7                 |
| Finlandia                  | 2                 |
| Francia                    | 6                 |
| Germania                   | 2                 |
| Italia                     | 14                |
| Norvegia                   | 15                |
| Nuova Zelanda              | 3                 |
| Paesi Bassi                | 14                |
| Portogallo                 | 13                |
| Regno Unito                | 5                 |
| Regno Unito (rock & metal) | 1                 |
| Stati Uniti                | 2                 |
| Svezia                     | 2                 |
| Svizzera                   | 8                 |